# The Chieftains Live!
The Chieftains Live! è un album dal vivo del gruppo musicale irlandese The Chieftains, pubblicato nel 1977.

## Tracce
1. The Morning Dew – 3:32
2. George Brabazon – 2:56
3. Kerry Slides – 3:52
4. Carrickfergus – 3:49
5. Carolan's Concerto – 3:09
6. The Foxhunt – 4:42
7. Round the House and Mind the Dresser – 2:54
8. Solos: Caitlin Trail / For The Sakes Of Old Decency / Carolan's Farewell To Music / Banish Misfortune / The Tarbolton / The Pinch Of Snuff / The Star Of Munster / The Flogging Reel – 13:51
9. Limerick's Lamentation – 3:54
10. O'Neill's March – 3:37
11. Ril Mhor – 3:23

## Formazione
- Paddy Moloney - uillean pipes, tin whistle
- Seán Potts - tin whistle, ossa
- Martin Fay - fiddle, ossa
- Seán Keane - fiddle, tin whistle
- Michael Tubridy - flauti, concertina, tin whistle
- Derek Bell - arpa, oboe, tiompán
- Kevin Conneff - bodhrán